# 哈迪克·辛格
哈迪克·辛格（Hardik Singh，1998年9月23日—），印度男子曲棍球运动员，司职中场，2020年夏季奥林匹克运动会男子曲棍球铜牌得主、2022年亚洲运动会男子曲棍球金牌得主。